# Monster (álbum de Oomph!)
Monster (en español, "Monstruo") es el décimo álbum de estudio de la banda alemana Oomph!. La banda realizó un concurso para los aficionados a crear el arte de la portada del álbum. La obra ganadora fue elegida por la banda y presentado en su página de MySpace el 23 de julio de 2008 y luego lanzado a finales del mismo año.
El primer sencillo "Wach Auf!" fue lanzado a principios de 2008 como una promoción para la película Aliens vs Predator: Requiem, incluido su propio vídeo que había sido estrenado en diciembre del año anterior. Un mes antes del lanzamiento del disco, fue publicado el vídeo para el tema "Beim ersten Mal tut's immer Weh", el cual fue controvertido por contener escenas fuertes.
Una semana antes de la publicación de "Monster", fue lanzado el vídeo del sencillo "Labyrinth" que sería postergado a la venta al mercado hasta septiembre. Y antes de finalizar el año se estrenaría el vídeo del tema "Auf Kurs", este no tiene sencillo.
Una reedición del álbum fue liberado más tarde con "Sandmann", que había sido lanzado como sencillo en enero.

## Lista de canciones
| N.º | Título                            | Traducción                         | Duración |  |
| 1.  | «Beim ersten Mal tut's immer weh» | La primera vez siempre duele       | 3:57     |  |
| 2.  | «Labyrinth»                       | Laberinto                          | 4:13     |  |
| 3.  | «6 Fuß Tiefer»                    | 6 Pies bajo Tierra                 | 3:33     |  |
| 4.  | «Wer schön sein will muss leiden» | Quien quiera ser bello debe sufrir | 3:04     |  |
| 5.  | «Die Leiter»                      | La Escalera                        | 3:50     |  |
| 6.  | «Lass mich raus»                  | Déjame salir                       | 4:21     |  |
| 7.  | «Revolution»                      | Revolución                         | 3:52     |  |
| 8.  | «Auf Kurs»                        | En curso                           | 3:35     |  |
| 9.  | «Bis zum Schluss»                 | Hasta el Final                     | 4:06     |  |
| 10. | «In deinen Hüften»                | En tus caderas                     | 3:51     |  |
| 11. | «Wach Auf!»                       | ¡Despierta!                        | 3:30     |  |
| 12. | «Geborn zu Sterben»               | Nacido para morir                  | 3:48     |  |
| 13. | «Brich aus»                       | Escápate                           | 3:39     |  |
| 14. | «Ich will dich nie mehr sehn»     | No quiero verte nunca más          | 3:41     |  |

## DVD
| N.º | Título                                    | Duración |  |
| 1.  | «Wach Auf! (Vídeo)»                       | 3:35     |  |
| 2.  | «Beim ersten Mal tut's immer weh (Vídeo)» | 3:56     |  |
| 3.  | «Making Of "Wach Auf!" (Vídeo)»           | 6:48     |  |
| 4.  | «Studio Report / Track By Track»          | 22:30    |  |
| 5.  | «Fotogalerie»                             |          |  |

## Listas de ventas
| Lista (2008) | Mejor posición |
| ------------ | -------------- |
| Alemania     | 8              |
| Austria      | 19             |
| Suiza        | 27             |